# Anopheles torresiensis
Anopheles torresiensis este o specie de țânțari din genul Anopheles, descrisă de Schmidt, Foley, Hartel, Williams și William Alanson Bryan în anul 2001. Conform Catalogue of Life specia Anopheles torresiensis nu are subspecii cunoscute.